# Club Joventut de Badalona 1999-2000
Questa voce raccoglie le informazioni riguardanti il Club Joventut de Badalona nelle competizioni ufficiali della stagione 1999-2000.

## Stagione
La stagione 1999-2000 del Club Joventut de Badalona è la 44ª nel massimo campionato spagnolo di pallacanestro, la Liga ACB.
All'inizio della nuova stagione la Federazione decise di modificare il regolamento riguardo al numero di giocatori extracomunitari consentiti per ogni squadra che così passò a solo due.

## Roster
Aggiornato al 11 novembre 2021.
| Pinturas Bruguer Badalona 1999-00 | Pinturas Bruguer Badalona 1999-00 |
| Giocatori                         | Staff tecnico                     |
| --------------------------------- | --------------------------------- |

| N. | Naz.                                        | Ruolo | Nome                  | Anno | Alt.   | Peso   |  |
| -- | ------------------------------------------- | ----- | --------------------- | ---- | ------ | ------ |  |
| 4  | Spagna (bandiera)                           | A     | Álex Mumbrú           | 1979 | 202 cm | 102 kg |  |
| 5  | Spagna (bandiera)                           | P     | Rafael Jofresa (C)    | 1966 | 183 cm | 81 kg  |  |
| 6  | Stati Uniti (bandiera) · Francia (bandiera) | C     | Crawford Palmer       | 1970 | 206 cm | 105 kg |  |
| 9  | Stati Uniti (bandiera)                      | AG    | Byron Houston         | 1969 | 196 cm | 113 kg |  |
| 9  | Stati Uniti (bandiera)                      | G     | Askia Jones           | 1971 | 196 cm | 91 kg  |  |
| 10 | Russia (bandiera)                           | G     | Sergej Babkov         | 1967 | 192 cm |        |  |
| 10 | Stati Uniti (bandiera)                      | G     | James Collins         | 1973 | 194 cm | 89 kg  |  |
| 11 | Spagna (bandiera)                           | C     | Quique Andreu         | 1967 | 207 cm | 102 kg |  |
| 12 | Spagna (bandiera)                           | A     | Nacho Biota           | 1975 | 202 cm |        |  |
| 13 | Spagna (bandiera)                           | C     | Ferrán Martínez       | 1968 | 212 cm | 110 kg |  |
| 14 | Spagna (bandiera)                           | P     | Raül López            | 1980 | 182 cm | 80 kg  |  |
| 15 | Spagna (bandiera)                           | AG    | Fran Murcia           | 1970 | 203 cm |        |  |
| 16 | Nigeria (bandiera) · Spagna (bandiera)      | AG    | Souley Drame          | 1980 | 202 cm | 101 kg |  |
| 17 | Spagna (bandiera)                           | C     | Albert Miralles       | 1982 | 206 cm | 105 kg |  |
| 17 | Spagna (bandiera)                           | P     | Jordi Jiménez         | 1980 | 183 cm |        |  |
| 17 | Spagna (bandiera)                           | C     | Borja Vidal Fernández | 1981 | 205 cm | 118 kg |  |
| 18 | Spagna (bandiera)                           | AP    | Jordi Pardo           | 1968 | 192 cm |        |  |
| -  | Spagna (bandiera)                           | AP    | Sergi Vidal           | 1981 | 198 cm | 85 kg  |  |

| Allenatore |
| - Alfred Julbe (fino al 20 dicembre) - Josep Maria Izquierdo (dal 20 dicembre)                                       |
| Assistente/i |
| - Josep Maria Izquierdo (fino al 20 dicembre) - Xavier Zaragoza Legenda - (C) Capitano - (IN) Inattivo - Infortunato |

## Mercato

### Sessione estiva
| Acquisti | Acquisti        | Acquisti  | Acquisti   | Acquisti |
| R.a      | Nome            | da        | Modalità   |          |
| -------- | --------------- | --------- | ---------- | -------- |
| P        | Rafael Jofresa  | Girona    | definitivo |          |
| C        | Crawford Palmer | ASVEL     | definitivo |          |
| AG       | Byron Houston   | Sopot     | definitivo |          |
| G        | Sergej Babkov   | Málaga    | definitivo |          |
| C        | Ferrán Martínez | Peristeri | definitivo |          |

| Cessioni | Cessioni         | Cessioni        | Cessioni       | Cessioni |
| R.       | Nome             | a               | Modalità       |          |
| -------- | ---------------- | --------------- | -------------- | -------- |
| AG       | Darryl Middleton | Girona          | fine contratto |          |
| P        | Iván Corrales    | Siviglia        | fine contratto |          |
| C        | Daniel García    | Free agent      | fine contratto |          |
| A        | Aaron Swinson    | Pau-Lacq-Orthez | fine contratto |          |
| PG       | Roger Grimau     | Lleida          | fine contratto |          |
| AP       | Nikola Lončar    | Free agent      | fine contratto |          |
| P        | Albert Oliver    | Lleida          | fine contratto |          |

### Dopo l'inizio della stagione
| Acquisti | Acquisti      | Acquisti    | Acquisti      | Acquisti   |
| R.       | Nome          | da          | Data          | Modalità   |
| -------- | ------------- | ----------- | ------------- | ---------- |
| G        | Askia Jones   | Guaiqueríes | ottobre 1999  | definitivo |
| AP       | Jordi Pardo   | Free agent  | novembre 1999 | definitivo |
| G        | James Collins | Free agent  | marzo 2000    | definitivo |

| Cessioni | Cessioni      | Cessioni        | Cessioni      | Cessioni                 |
| R.       | Nome          | a               | Data          | Modalità                 |
| -------- | ------------- | --------------- | ------------- | ------------------------ |
| AG       | Byron Houston | St. Louis Swarm | dicembre 1999 | rescissione              |
| AP       | Jordi Pardo   |                 | febbraio 2000 | fine contratto, ritirato |
| G        | Sergej Babkov | Free agent      | marzo 2000    | rescissione              |